# Géofact

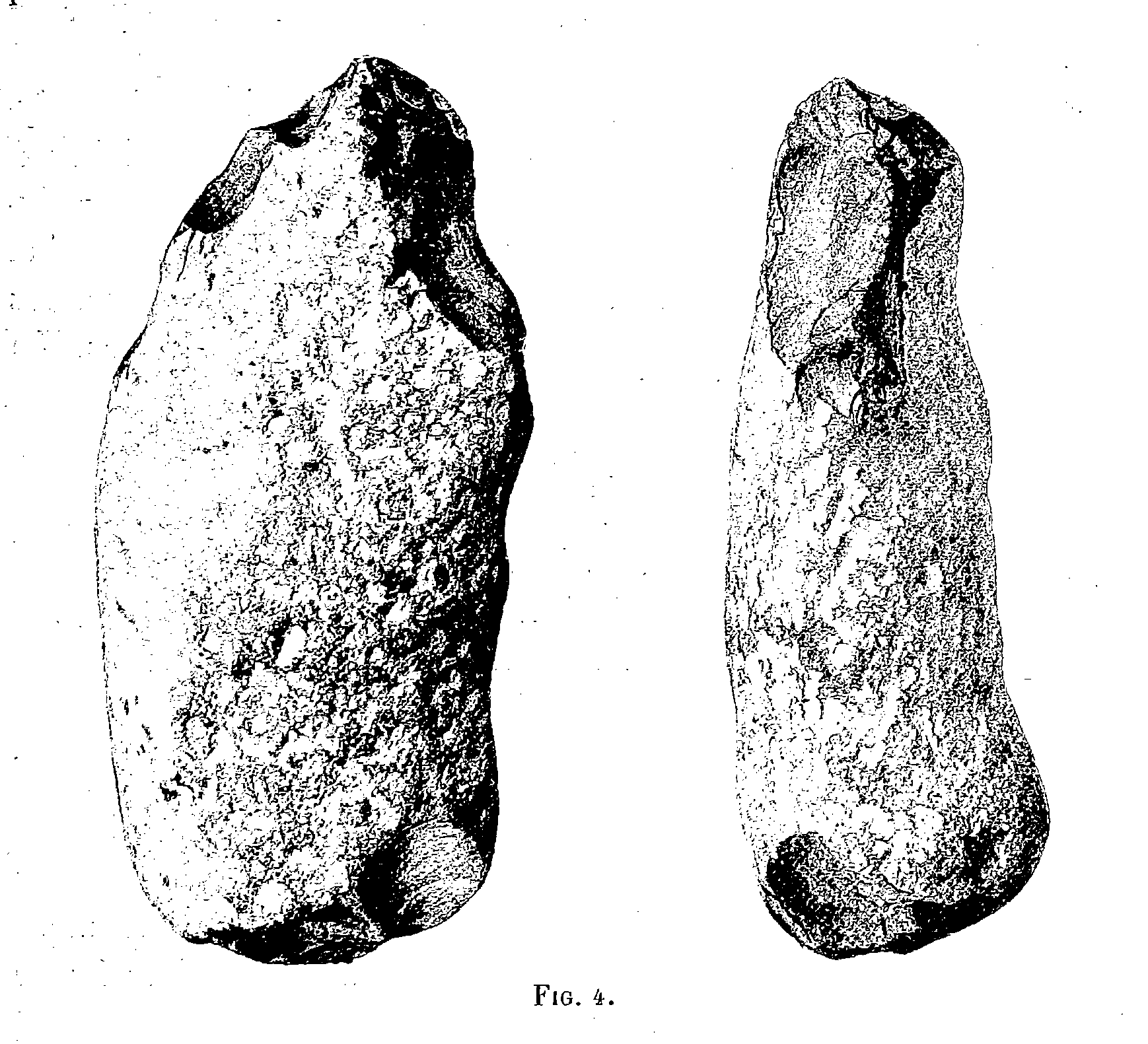
Eolithe de France. Autrefois considéré comme une ancienne pierre à marteler, Marcellin Boule a démenti en 1905 qu'il s'agissait d'une pierre fabriquée par l'homme

Un géofact (mot-valise formé par la fusion des termes géologie et artéfact) est un objet lithique formé par un phénomène naturel. Il se distingue de l'artéfact, pierre taillée par l'homme et découverte généralement à l'occasion de fouilles archéologiques.

## Facteurs de production naturelle des géofacts
Barnes classe les géofacts en deux catégories principales selon leurs facteurs de production : les forces externes et les forces internes :
- Forces externes : entrechoquement fortuit entre blocs de pierre, l'affaissement ou le tassement d’une strate, la solifluxion.
- Forces internes : changement de température

## Distinction entre géofacts et artéfacts
Les fouilles sur des sites où les archéologues recherchent les plus anciens témoignages de la présence humaine s'appuient traditionnellement sur la recherche de fossiles humains et d'objets de pierre taillée. La distinction pour ces derniers entre objet façonné par l'homme ou produit naturellement par des processus géologiques se fonde
sur la reconnaissance de critères techniques lithiques (schéma logique de débitage et de façonnage du matériau brut) mais n'est pas toujours évidente.
Ce débat toujours présent dans la communauté scientifique existe dès le XIXe siècle. L'archéologue Gabriel de Mortillet, spécialiste de l'industrie lithique invente en 1883 le terme d'éolithique pour désigner une subdivision du paléolithique caractérisée par la présence d'éolithes (en) (du grec éôs, aurore, et lithos, pierre), pierres considérées comme taillées et datant du Tertiaire alors qu'il s'agit en fait le plus souvent des dépôts fluviatiles trouvés seuls ou mélangés
à des artéfacts dans des terrasses alluviales quaternaires, et qui ont été entrechoqués naturellement ou subi une gélifraction.
Dans certaines conditions, la fragmentation naturelle des roches imite en effet les produits de l'activité humaine et forme des géofacts qui peuvent être confondus avec des artéfacts. La distinction entre les deux est favorisée par les progrès actuels en archéologie expérimentale et en tracéologie.